# رودنی (بازیکن فوتبال)
رودنی (به پرتغالی: Rodnei Francisco de Lima) مدافع اهل برزیل است که در شهر سائوپائولو و در تاریخ ۱۱ سپتامبر ۱۹۸۵ به دنیا آمده‌است.
رودنی در تیم‌های فوتبال Juventus سابقهٔ حضور دارد.